# ليونغ كا مينغ
ليونغ كا مينغ (بالصينية: 梁嘉明) هو مبارز بالسيف صيني، ولد في 19 ديسمبر 1988 في هونغ كونغ في الصين.

## وصلات خارجية
- ليونغ كا مينغ على موقع الاتحاد الدولي للمبارزة (الإنجليزية)
- ليونغ كا مينغ على موقع أوليمبيديا (الإنجليزية)